# Ле Гуин, Урсула
У́рсула Крёбер Ле Гуи́н (англ. Ursula Kroeber Le Guin, амер.: /ˈɜːrsələ ˈkroʊbər lə ˈɡwɪn/; 21 октября 1929, Беркли, США — 22 января 2018, Портленд, США) — американская писательница и литературный критик.
Ле Гуин — автор романов, стихов, детских книг, публицист. Наибольшую известность получила как автор романов и повестей в жанрах научной фантастики и фэнтези. Книги Ле Гуин отмечены интересом к межкультурному взаимодействию и конфликтам, даосизму, анархизму и коммунизму, феминизму, психологическим и социальным темам. Она являлась одним из наиболее авторитетных фантастов, обладательницей нескольких высших наград в области научной фантастики и фэнтези («Хьюго», «Небьюла», «Локус»).

## Биография
Родилась 21 октября 1929 года в Беркли, штат Калифорния, в семье известного антрополога Алфреда Крёбера и писательницы Теодоры Кракау. Урсула и три её брата, Клифтон, Теодор и Карл Крёбер много читали, на них оказал влияние большой круг друзей их родителей, среди которых были представители коренных народов США и Роберт Оппенгеймер. Позже Ле Гуин воспользовалась образом Оппенгеймера в качестве основы для физика Шевека, главного героя книги «Обделённые». Семья Урсулы во время академического года проживала в Беркли, а на летнее время уезжала в своё поместье «Кишамиш» в долину Напа. Ле Гуин рассказывала про поместье, что это «старое, полуразрушенное ранчо … [и] место сбора для учёных, писателей, студентов и индейцев Калифорнии. … я услышала много интересных, взрослых разговоров». Она интересовалась поэзией и биологией, но математика давалась ей с трудом. Как отмечает Джон Плотц, несмотря на дату рождения — 1929 год — Ле Гуин не была ребёнком Великой Депрессии: её взросление пришлось на эпоху Эйзенхауэра, когда принадлежность к белым и среднему классу обеспечивала как материальную, так и духовную защищённость.
Ле Гуин позже заявляла, что она благодарна за лёгкость и счастье её воспитания. Окружение способствовало её интересу к литературе, и первый фэнтези-рассказ она написала в 9 лет, а свой первый научно-фантастический рассказ написала в возрасте одиннадцати лет и отправила на публикацию в журнал Astounding Science Fiction, однако журнал вернул его, отказавшись печатать.

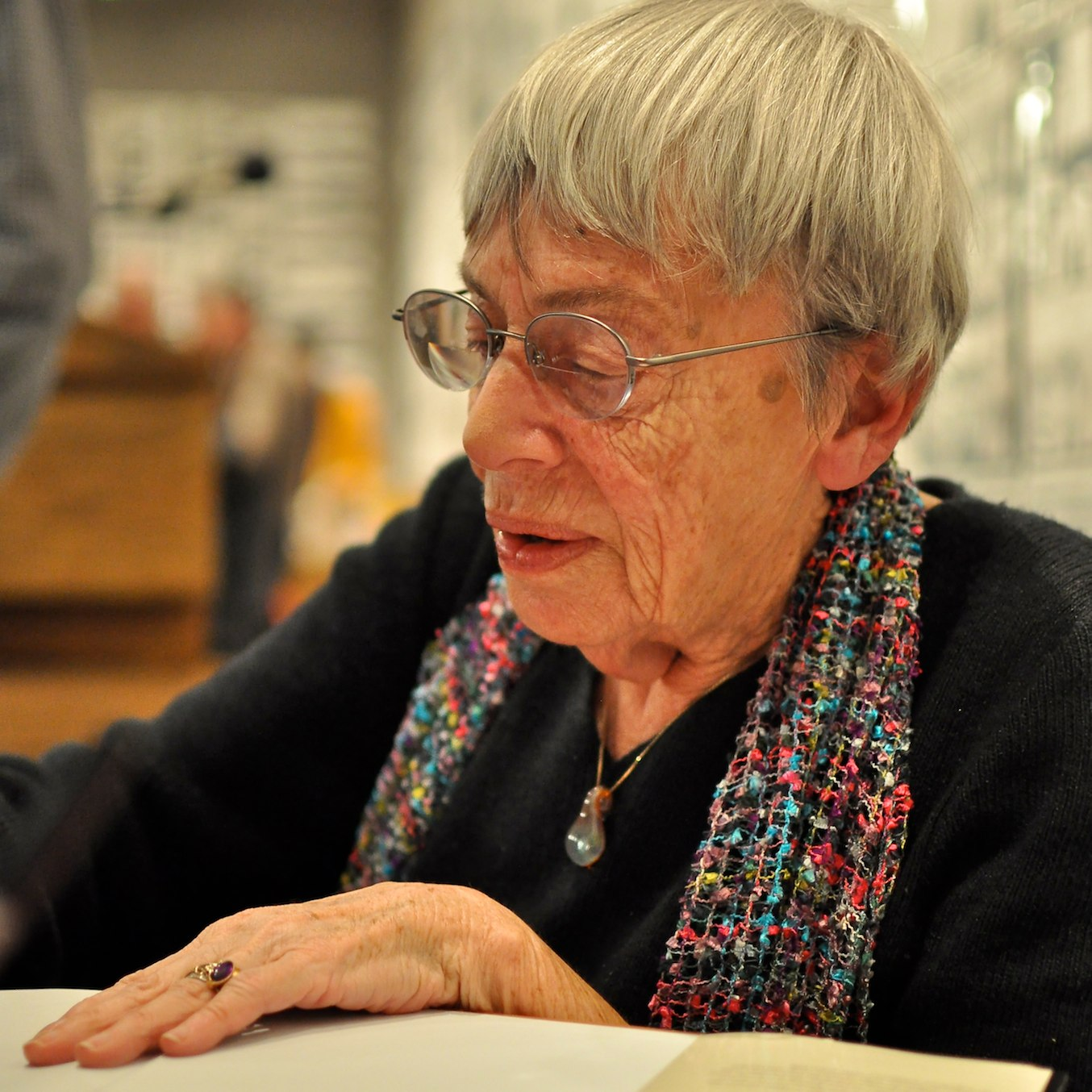
2013 год

Урсула посещала среднюю школу Беркли. Обучалась в Рэдклифф-колледже Гарвардского университета и в магистратуре Колумбийского университета, специализировалась на средневековой романской литературе. В 1951 году стала бакалавром искусств общества Phi Beta Kappa по французской и итальянской литературе Ренессанса, а в 1952 году получила магистра искусств по ней же. После этого она начала работу над своей диссертацией и получила грант по программе Фулбрайт на обучение во Франции в 1953—1954 годах.
Во время поездки во Францию на корабле «Куин Мэри» познакомилась с историком Чарльзом Ле Гуином из штата Джорджия, американцем французского происхождения. В декабре 1953 года они поженились в Париже. После этого Урсула решила не продолжать свою докторскую работу о творчестве поэта Жана Лемера де Бельжа. По словам Ле Гуин, брак означал для неё «конец докторской степени».
Пара вернулась в Соединённые Штаты, чтобы Чарльз занялся диссертацией на степень доктора философии в университете Эмори. До рождения дочери Элизабет в 1957 году Урсула работала секретаршей и преподавала французский на университетском уровне. Вторая дочь, Кэролайн, родилась в 1959 году.
В 1958 году Ле Гуины переехали в Портленд, штат Орегон. Её муж, Чарльз, стал профессором истории в Университете штата Орегон. В это время Урсула занималась писательством и домашними делами. В 1964 году у неё родился сын Теодор.
Ле Гуин умерла 22 января 2018 года в своём доме в Портленде. Её сын рассказал, что её здоровье несколько месяцев находилось в плохом состоянии, и заявил, что, вероятно, у неё был сердечный приступ. Частные поминальные службы по ней прошли в Портленде. В июне 2018 года в Портленде прошла публичная поминальная служба, на которой выступили писатели Маргарет Этвуд, Молли Глосс и Валида Имариша. «Нью-Йорк Таймс» в своём некрологе назвал её «чрезвычайно популярным автором, который привнёс литературную глубину и реалистичную феминистическую чувствительность в научную фантастику и фэнтези такими книгами, как „Левая рука Тьмы“ и циклом „Земноморье“».

## Творчество

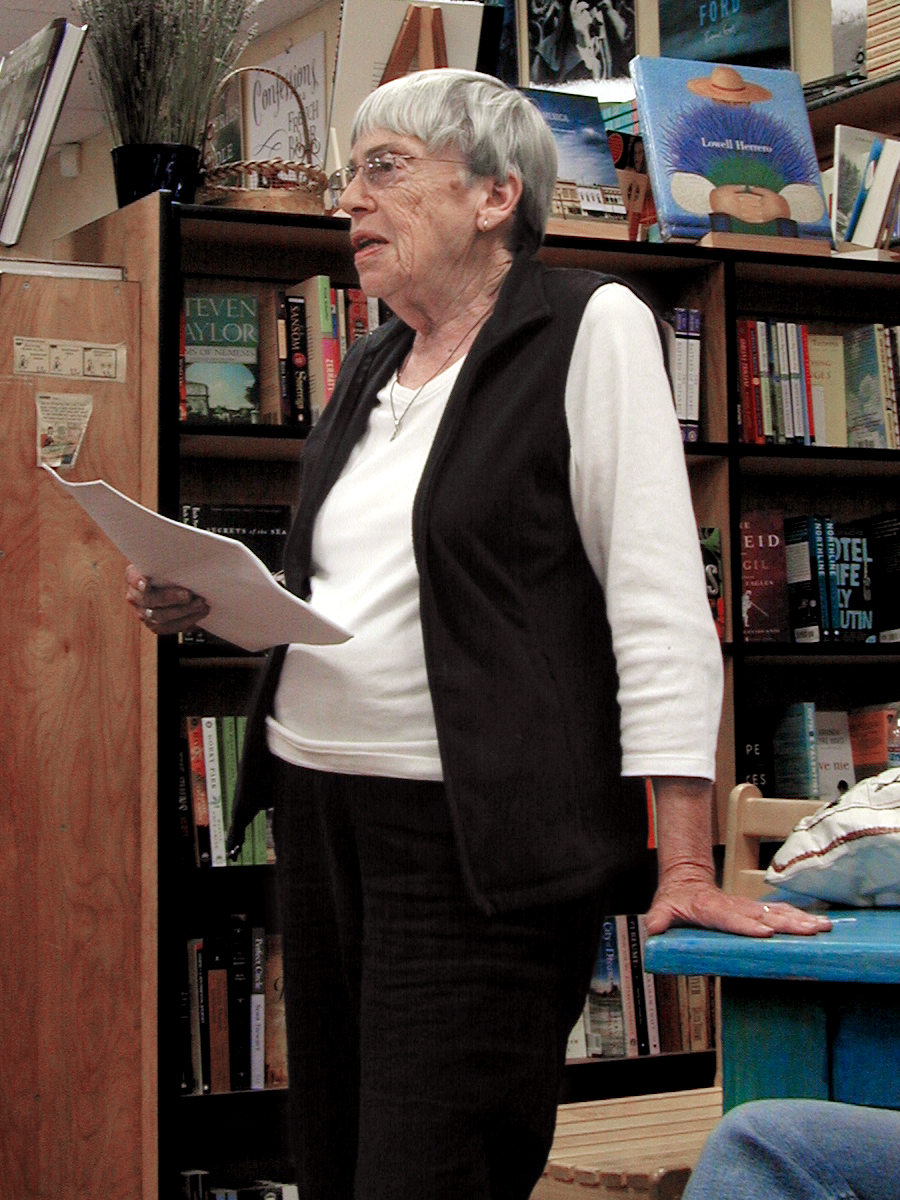
Урсула Ле Гуин на встрече с фанатами читает фрагмент из романа «Лавиния», 23 июня 2008

Ле Гуин занялась писательством в раннем возрасте. В 11 лет она отправила свой первый научно-фантастический рассказ в журнал "Astounding Science Fiction, однако тот был отклонен. Она продолжила писать, но не пыталась опубликовываться ещё в течение десяти лет, поскольку, по её словам, училась писать так, как ей хотелось. С 1951 по 1961 годы она написала пять повестей, которые были отклонены издателями, потому что они казались недоступными для понимания. В то же время она писала стихи, в том числе «Дикие Ангелы», которые были изданы в 1975 году.
Ранние произведения, которые она позднее адаптировала в «Рассказах об Орсинии» и «Малафрене», происходят в вымышленной центральноевропейской стране Орсинии и не принадлежат к жанру фантастики. Ища способ выразить свои интересы, она вернулась к своему раннему интересу, к научной фантастике; в начале 1960-х её работы начали регулярно публиковаться. Одна орсинианская история была опубликована летом 1961 года в журнале The Western Humanities Review, а потом ещё три рассказа были опубликованы в 1962 и 1963 годах в журнале Fantastic Stories of Imagination, редактурой которого занималась Целе Голдсмит. Голдсмит также работала над журналом Amazing Stories, который в 1964 году опубликовал два рассказа Ле Гуин, включая первую историю из Хайнского цикла.
Урсула Ле Гуин стала одной из немногих женщин, вошедших в число классиков фантастической литературы, и, как считается, проложила путь для многих последующих женщин в фантастике.

## Издания книг Урсулы Ле Гуин на русском языке
В 1980 году в серии фантастики издательства «Мир» был опубликован сборник «Планета изгнания». В 1991 году был издан роман «Волшебник Земноморья». В дальнейшем были напечатаны все романы этого цикла, «Левая рука тьмы» и другие романы.

## Основные произведения

### Цикл о Земноморье
- «Освобождающее заклятье» (The Word of Unbinding, другие варианты перевода — «Освобождающее заклятие», «Слово Освобождения», «Слово освобождения», «Магическое слово»), 1964
- «Правило имён» (The Rule of Names, другие варианты перевода — «Правила имен», «Похититель сокровищ», «Укравший имя»), 1964
- «Волшебник Земноморья» (A Wizard of Earthsea, другие варианты перевода — «Маг Земноморья», «Колдун архипелага»), 1968
- «Гробницы Атуана» (Tombs of Atuan, другой вариант перевода — «Могилы Атуана»), 1971
- «На последнем берегу» (The Farthest Shore, другие варианты перевода — «Дальний берег», «К дальнему брегу», «Самый дальний берег»), 1972
- «Сны объясняют сами себя» («Dreams Must Explain Themselves»), 1973
- «Техану: последняя книга о Земноморье» (Tehanu: The Last Book of Earthsea), 1990 (отмечен премией «Небьюла»)
- Сборник «Земноморские рассказы» (Tales from Earthsea, другой вариант перевода — «Сказания Земноморья»), 2001
- «На иных ветрах» (The Other Wind), 2001
- «Дочь Одрена» (The Daughter of Odren), 2014
- «Свет домашнего очага» (Firelight), 2018

### Хайнский цикл
- «Планета Роканнона» или «Мир Роканнона» (Rocannon’s World), 1966
- «Планета изгнания» (Planet of Exile), 1966
- «Город иллюзий» (City of Illusions), 1967
- «Левая рука Тьмы» (The Left Hand of Darkness), 1969 (отмечен премиями «Хьюго» и «Небьюла»)
- «Обделённые» или «Обездоленные» (The Dispossessed: An Ambiguous Utopia), 1974 отмечен премиями «Хьюго», «Небьюла» и «Юпитер»)
- «Обширней и медлительней империй» (Vaster Than Empires and More Slow), повесть, 1971
- «История Шобиков» (The Shobies story), повесть, 1971
- «Слово для леса и мира одно» (The Word for World is Forest), 1972 (премия «Хьюго»)
- «За день до революции» (The day before the Revolution), 1974
- «Танцуя Ганам» (Dancing to Ganam), повесть, 1993
- «Ещё одна история, или Рыбак из Внутриморья» (Another Story or a Fisherman of the Inland Sea), повесть, 1994
- «Четыре пути к прощению» (Four Ways to Forgiveness), роман-сборник, 1995
- «Толкователи» (The Telling), 2000
- «День рождения мира» (The Birthday of the World), 2002

### Прочие
- «Резец небесный» (The Lathe of Heaven), 1971
- «Двенадцать румбов ветра» (The Wind’s Twelve Quarters), 1975
- «Рассказы об Орсинии» (Orsinian Tales), 1976
- «Крылатые кошки» (Catwings), 1988
- «Крылатые кошки возвращаются» (Catwings Return), 1989
- «Уходящие из Омеласа» (The ones who walk away from Omelas), 1973
- «Удивительный Александр и крылатые кошки» (Wonderful Alexander and the Catwings), 1994
- «Парус для писателя» (Steering the Craft: Exercises and Discussions on Story Writing for the Lone Navigator or the Mutinous Crew), 1998
- «Джейн сама по себе» (Jane on Her Own), 1999

## Экранизации
- «Резец Небесный» — телевизионный фильм, США, 1980 (сама Ле Гуин участвовала в массовках)
- «Резец Небесный» — телевизионный фильм, США, 2002
- «Волшебник Земноморья» — мини-сериал, США, 2004
- «Сказания Земноморья» — аниме студии «Гибли» (Горо Миядзаки), 2006

## Награды
- 1969 — премия «Небьюла» за лучший роман
- 1970 — премия «Хьюго» за лучший роман
- 1972 — премия «Локус» за лучший роман
- 1972 — почётный диплом медали Ньюбери
- 1973 — премия «Хьюго» за лучшую повесть
- 1973 — Национальная книжная премия за детскую литературу[англ.]
- 1974 — премия «Хьюго» за лучший рассказ
- 1974 — премия «Небьюла» за лучший роман
- 1975 — премия «Локус» за лучший роман
- 1975 — премия «Локус» за лучший рассказ[англ.]
- 1975 — премия «Хьюго» за лучший роман
- 1976 — премия «Локус» за лучший сборник[фр.]
- 1976 — премия «Локус» за лучшую короткую повесть[англ.]
- 1982 — премия Райслинга[англ.][4]
- 1983 — премия «Локус» за лучший рассказ
- 1983 — премия «Локус» за лучший сборник
- 1984 — премия «Гигамеш»[исп.]
- 1985 — премия Джанет Хайдингер Кафки[англ.]
- 1986 — премия Дитмара[англ.][4]
- 1988 — премия Хьюго за лучшую короткую повесть
- 1989 — премия «Пилигрим»[англ.]
- 1990 — премия «Небьюла» за лучший роман
- 1991 — премия «Локус» за лучший роман фэнтези
- 1993 — премия «Прометей» — зал славы
- 1994 — премия Джеймса Типтри-младшего
- 1994 — премия «Небьюла» за лучший рассказ
- 1995 — Всемирная премия фэнтези за заслуги перед жанром[англ.]
- 1995 — премия «Небьюла» за лучшую короткую повесть
- 1995 — премия Теодора Старджона за научно-фантастический рассказ[4]
- 1995 — премия Джеймса Типтри-младшего
- 1995 — премия «Локус» за лучшую повесть[англ.]
- 1996 — премия Джеймса Типтри-младшего
- 1996 — премия «Локус» за лучший сборник
- 1997 — премия «Локус» за лучшую короткую повесть
- 1998 — Всемирная премия фэнтези за лучшую повесть
- 2000 — Живая легенда Библиотеки Конгресса[англ.]
- 2001 — Зал славы научной фантастики и фэнтези
- 2001 — премия «Локус» за лучший научно-фантастический роман
- 2001 — премия «Локус» за лучшую короткую повесть
- 2001 — премия «Индевор»[англ.]
- 2002 — премия «Индевор»
- 2002 — Американская литературная премия ПЕН/Маламуд[англ.]
- 2002 — премия «Локус» за лучший рассказ
- 2002 — премия «Локус» за лучший сборник
- 2002 — премия «Локус» за лучшую повесть
- 2002 — Всемирная премия фэнтези за лучший роман
- 2003 — премия «Локус» за лучшую короткую повесть
- 2003 — Мемориальная премия имени Деймона Найта «Гроссмейстер фантастики»
- 2004 — премия Маргарет Эдвардс[англ.]
- 2004 — премия «Локус» за лучший сборник
- 2005 — премия «Локус» за лучшую нехудожественную книгу
- 2008 — премия «Гран-при Воображения»
- 2008 — премия «Небьюла» за лучший роман
- 2009 — премия «Локус» за лучший роман фэнтези
- 2009 — премия «Голый король»[вд]
- 2010 — премия «Локус» за лучшую нехудожественную книгу/артбук
- 2014 — Национальная книжная премия
- 2014 — Ken Kesey Award for Fiction[англ.]
- 2017 — премия «Хьюго» за лучшую нефантастическую работу[англ.]
- 2018 — премия «Хьюго» за лучшую нефантастическую работу
- 2018 — премия «Локус» за лучший сборник
- 2019 — премия «Игнотус»[исп.] за лучшую нехудожественную книгу
- 2019 — премия «Локус» за лучшую нехудожественную книгу
- 2019 — премия «Локус» за лучший артбук
- 2024 — премия «Локус» за лучшую нехудожественную книгу[4]

## Память
- В честь Ле Гуин назван астероид (181518) Урсулаклегуин.
- В 2018 году Public Broadcasting Service выпустила документальный фильм «Миры Урсулы К. Ле Гуин»[30], снимавшийся в течение предыдущих десяти лет при участии самой писательницы.
- В 2021 году почта США выпустила «Вечную» марку[31].